# Wailly-Beaucamp
Wailly-Beaucamp – miejscowość i gmina we Francji, w regionie Hauts-de-France, w departamencie Pas-de-Calais.
Według danych na rok 1990 gminę zamieszkiwało 741 osób, a gęstość zaludnienia wynosiła 52 osób/km² (wśród 1549 gmin regionu Nord-Pas-de-Calais Wailly-Beaucamp plasuje się na 652. miejscu pod względem liczby ludności, natomiast pod względem powierzchni na miejscu 142.).

## Galeria

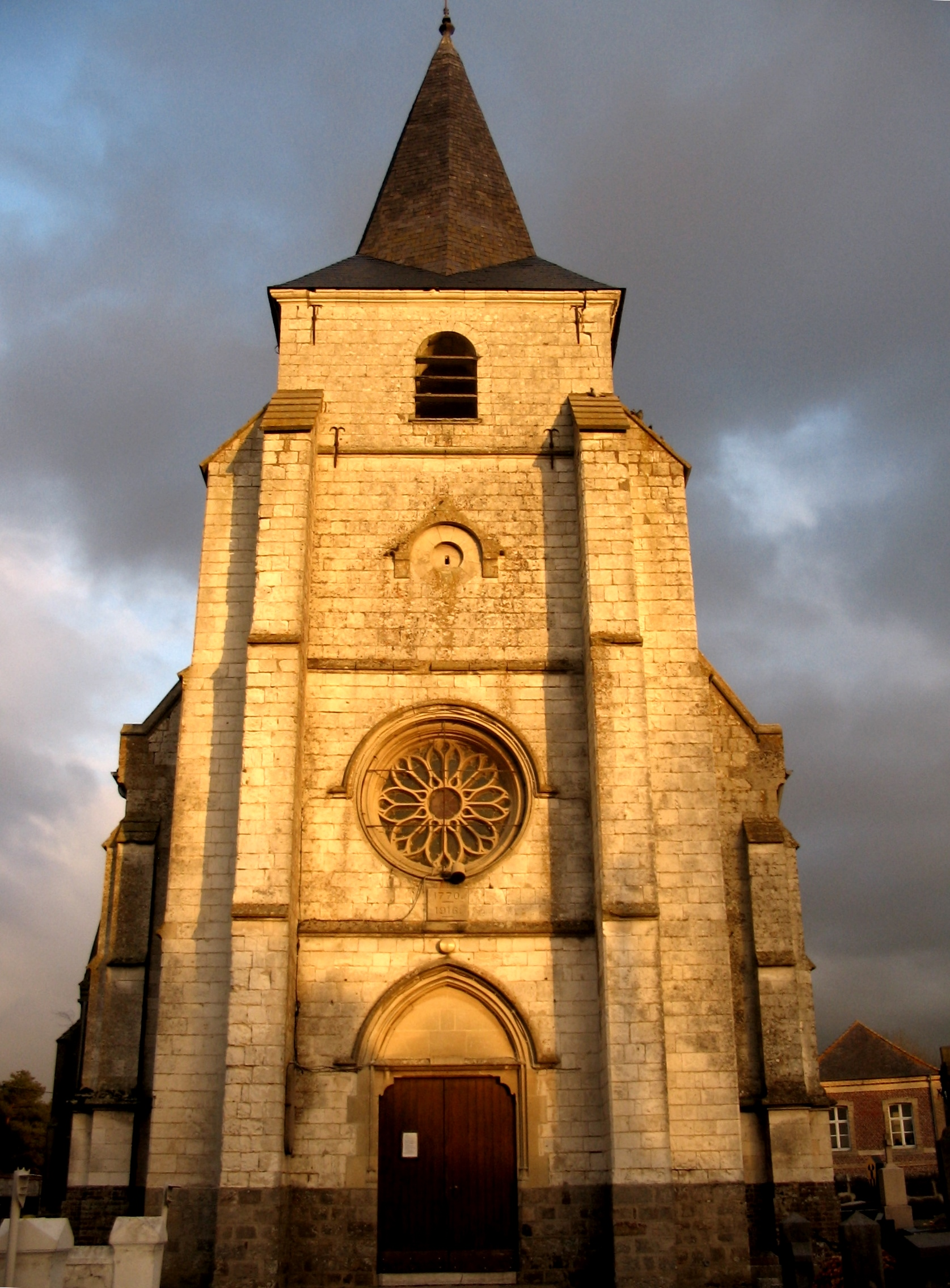
Kościół pw. św. Piotra (2007)
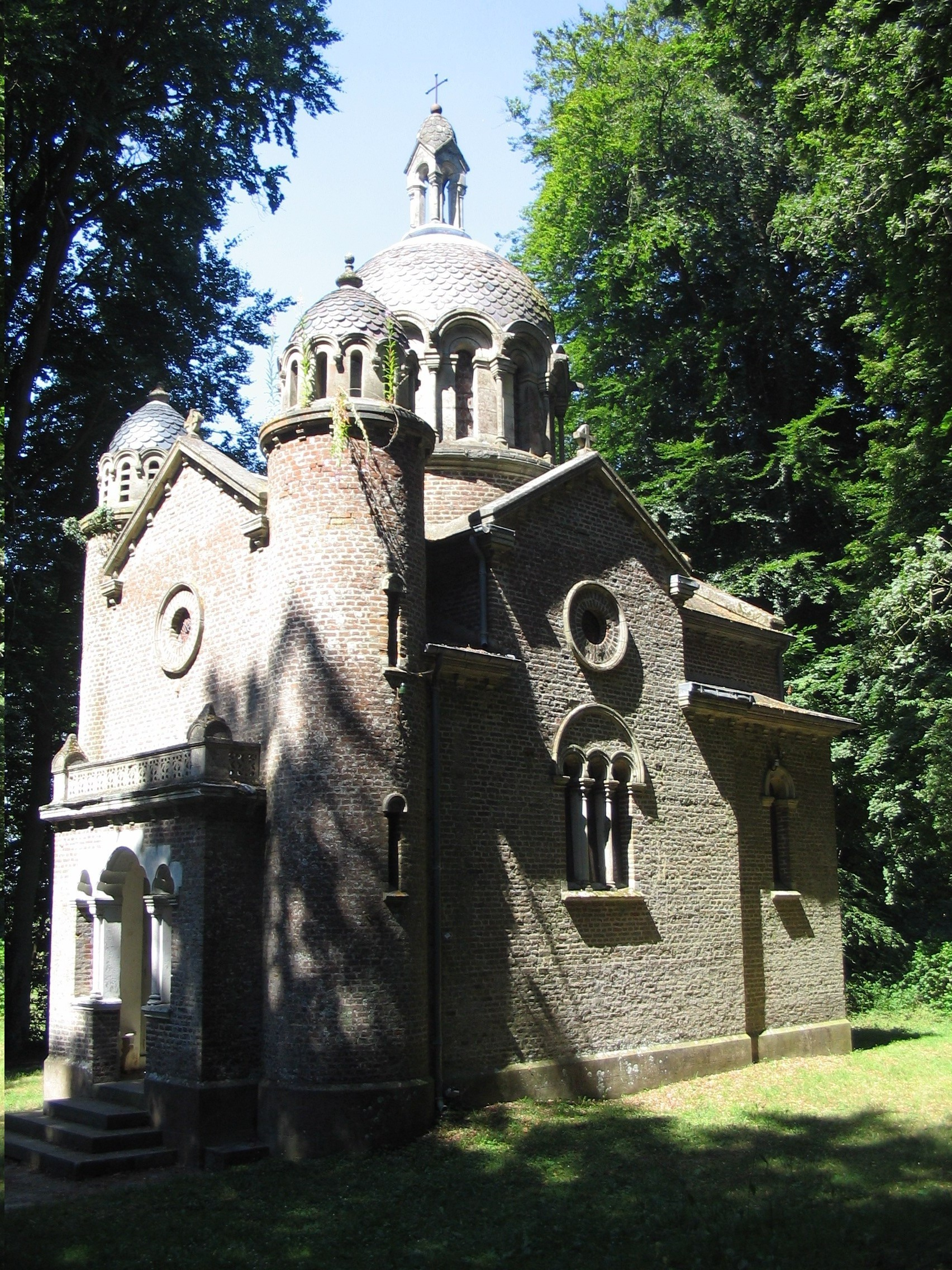
Kaplica Matki Bożej z La Salette (2007)
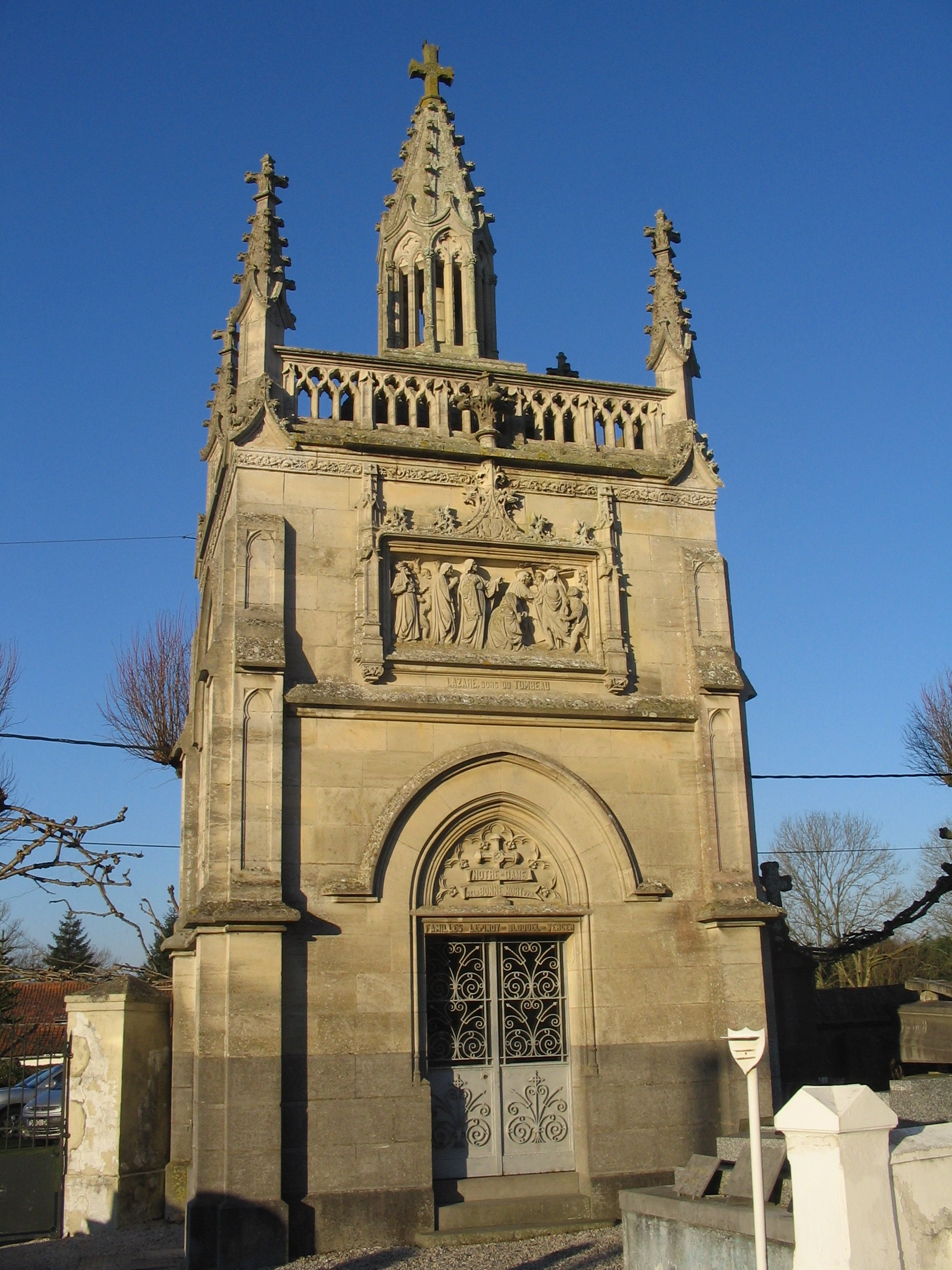
Kaplica Matki Bożej dobrej śmierci (2007)